# L'Ennemi de la classe
Pour plus de détails, voir Fiche technique et Distribution.
L'Ennemi de la classe (en slovène : Razredni sovražnik) est un film dramatique slovène coécrit et réalisé par Rok Biček et sorti en 2013.
Il est sélectionné pour représenter la Slovénie aux Oscars du cinéma 2014 dans la catégorie meilleur film en langue étrangère.

## Synopsis
Dans un lycée Lambda en Slovénie, un professeur remplaçant d'allemand, se retrouve confronté à toute sa classe à la suite du suicide d'une élève. Les élèves se liguent et se révoltent contre le professeur et ses méthodes strictes.

## Fiche technique
- Titre : L'Ennemi de la classe
- Titre original : Razredni sovražnik
- Réalisation : Rok Biček
- Scénario : Nejc Gazvoda, Rok Biček et Janez Lapajne
- Montage : Janez Lapajne et Rok Biček
- Photographie : Fabio Stoll
- Producteurs : Aiken Veronika Prosenc et Janez Lapajne
- Production : Triglav film
- Pays d’origine : Slovénie
- Genre : Drame
- Langue : slovène, allemand
- Durée : 112 minutes
- Dates de sortie :
  - Italie : 30 août 2013 (Settimana Internazionale della Critica/Semaine Internationale de la Critique - Mostra de Venise 2013)
  - Slovénie : 12 septembre 2013
  - France : 4 mars 2015

Le réalisateur, Rok Bicek, s'est inspiré d’événements survenus dans son lycée, lorsqu'il était élève, pour réaliser ce film.

## Distribution
- Igor Samobor : Robert Zupan
- Nataša Barbara Gračner : Zdenka
- Tjaša Železnik : Saša
- Maša Derganc : Nuša
- Robert Prebil : Matjaž
- Voranc Boh : Luka
- Jan Zupančič : Tadej
- Daša Cupevski : Sabina
- Doroteja Nadrah : Mojca
- Špela Novak : Špela
- Pia Korbar : Maruša
- Dan David Natlačen Mrevlje : Primož
- Jan Vrhovnik : Nik
- Kangjing Qiu : Chang
- Estera Dvornik : Sonja
- Peter Teichmeister : le concierge

## Distinctions

### Récompenses
- Mostra de Venise 2013 -  Settimana Internazionale della Critica (Semaine Internationale de la Critique): Prix Fedeora
- Festival du film slovène 2013 :
  - Vesna du meilleur film, meilleur acteur pour Igor Samobor, meilleure actrice dans un second rôle pour Natasa Barbara Gracner, meilleure photographie pour Fabio Stoll, meilleurs costumes pour Bistra Borak
  - Slovene Film Critics Association Award du meilleur film
  - Stop Magazine Award du meilleur acteur pour Igor Samobor
- Festival international du film de Mannheim-Heidelberg 2013 : Recommendations of Cinema Owners
- Festival international du film de Castellinaria 2013 : Three Castles
- Festival international du film de Bratislava 2013 :
  - Grand prix « For a poignant study of the acute generational rifts that breed on the seeds of alienation and bigotry. The film is unsparing in its indictment of the communication vacuum that exists at the heart of established societal and educational institutions. »
  - Prix FIPRESCI « Class Enemy communicates an understanding (extremely rare among young filmmakers) that the world is not black and white while simultaneously revealing a firm and unequivocal moral position of the director. »
  - Meilleur acteur pour Igor Samobor  « As a German language teacher whose strict codes of authority are challenged by his students, Mr. Samobor delivers a powerfully understated performance which, while stoic on the surface, is riveting in its inner intensity. His performance is remarkable for its evocative power and range. »
- Panorama du cinéma européen d'Athènes 2013 : Prix FIPRESCI
- Festival Premiers Plans d'Angers 2014 : Prix du public du meilleur long métrage européen[3]

### Nominations et sélections
- Mostra de Venise 2013 : sélection « Settimana Internazionale della Critica » et nommé au Prix Luigi De Laurentiis du meilleur premier film
- Prix LUX 2014
- Festival international du film de Palm Springs 2014
- Mostra de Venise 2014 : sélection « Giornate degli Autori » et nommé au Premio Lux